# Parafia św. Kazimierza w Newark
Parafia św. Kazimierza w Newark (ang. St. Casimir's Parish) – parafia rzymskokatolicka położona w Newark w stanie New Jersey w Stanach Zjednoczonych.
Jest ona wieloetniczną parafią w archidiecezji Newark, z mszą św. w j. polskim dla polskich imigrantów.
Ustanowiona w 1908 roku i dedykowana św. Kazimierzowi Jagiellończykowi.

## Historia
Parafia św. Kazimierza została założona w Ironbound (Down Neck), dzielnicy Newark, w 1908 roku przez grupę polskich imigrantów. Pierwszym proboszczem był ks. Paul Knappek.

## Szkoły
- St. Casimir Academy
- Polska Szkoła Sobotnia im. Św. Kazimierza Królewicza

## Nabożeństwa w j.polskim
- W tygodniu – 8:00
- Niedziela – 10:45